# Marianne Thyssenová
Marianne Thyssenová, celým jménem Marianne Leonie Petrus Thyssen, (* 24. července 1956 Sint-Gillis-Waas) je belgická politička a od 1. listopadu 2014 je evropskou komisařkou pro zaměstnanost, sociální věci, dovednosti a pohyb pracovních sil v Evropské komisi vedené Jean-Claude Junckerem.
Byla také poslankyní Evropského parlamentu.